# Polizeipräsidium Duisburg
Das Polizeipräsidium Duisburg ist eine Kreispolizeibehörde der Polizei Nordrhein-Westfalen, die räumlich für die Stadt Duisburg und alle Wasserstraßen in Nordrhein-Westfalen (Wasserschutzpolizei) zuständig ist. Es untersteht dem Ministerium des Innern des Landes Nordrhein-Westfalen und hat ca. 1800 Mitarbeiter.
Polizeipräsident ist seit 1. April 2022 Alexander Dierselhuis. Er trat die Nachfolge von Elke Bartels an, die im Oktober 2010 auf Rolf Cebin gefolgt war.

## Geschichte
Die Duisburger Polizei änderte sich ab Mitte der 1870er Jahre von einer ländlichen Anlaufstelle für polizeiliche Aufgaben zu einer großstädtischen Behörde. Davor konnte man nicht von einem modernen Polizeiapparat reden. Leiter der Polizei war der Bürgermeister, die Aufsichtsbehörde befand sich beim Regierungspräsidium im 28 km entfernten Düsseldorf. 1866 wurde dem Bürgermeister ein Polizeiinspektor als Vertreter zur Seite gestellt. In den darauf folgenden Jahren wurde die Polizeiverwaltung mehr und mehr professionalisiert. 1869 erhielt die Polizeiverwaltung ein eigenes Gebäude in der Duisburger Altstadt. Mit dem Anwachsen der Bevölkerung, von 1850 bis 1873 hatte sich diese von etwa 10.000 auf etwa 35.000 erhöht, wurde es erforderlich, das Stadtgebiet in drei Reviere einzuteilen und die Zahl der Beamten zu erhöhen. 1881 gab es 23 Polizeibeamte und vier Nachtwächter. Mit dem Antritt des auswärtigen Polizeiinspektors Terpe 1885 wurde die Duisburger Polizei schrittweise umgestaltet. Die bisherigen Wachtmeisterbezirke wurden 1893 mit Polizeikommissaren besetzt. 1894 entstand die kriminalpolizeiliche Abteilung mit zunächst 4 Beamten, deren Zahl bis 1912 auf 26 erhöht wurde. Die Bevölkerungszahl der Stadt hatte sich mittlerweile auf etwa 245.000 erhöht. Zum Vergleich: 1912 hatte Berlin 1156 Kriminalbeamte und 2,1 Mio. Einwohner, in Dortmund mit seinen etwa 240.000 Einwohnern versahen 1912 rund 30 Kriminalbeamte ihren Dienst.
Das starke Bevölkerungswachstum Duisburgs auf etwa 105.000 Einwohner machte bereits 1904 eine Neugliederung der Polizeibezirke notwendig. 1905, mit der Eingemeindung der Städte Meiderich und Ruhrort nördlich der Ruhr, entstand ein fünfter Bezirk. 1906 wurde ein neuer Bezirk für den Hafenbereich eingerichtet. Am 8. August 1931 wurde das neue Polizeipräsidium Duisburg an der Düsseldorfer Straße eingeweiht.

## Organisation
Das Polizeipräsidium Duisburg gliedert sich in fünf Direktionen.

### Direktion Gefahrenabwehr und Einsatz
Die Direktion Gefahrenabwehr und Einsatz ist für den Wach- und Streifendienst verantwortlich. Dazu gehören
- die Polizeiinspektion Duisburg-Nord (Duisburg, nördlich der Ruhr, Homberg, Baerl mit den Polizeiwachen Hamborn, Ruhrort, Homberg, Marxloh und Walsum)
- die Polizeiinspektion Duisburg-Süd (Duisburg südlich der Ruhr, Rheinhausen, Rumeln-Kaldenhausen mit den Polizeiwachen Citywache, Präsidium, Buchholz, Rheinhausen)
- Führungs- und Lagedienst
- die Bereitschaftspolizei, 6. Hundertschaft. Diese ist eine von insgesamt 18 Hundertschaften in NRW und wird vom Landesamt für Zentrale Polizeiliche Dienste nicht nur in ganz NRW, sondern auch im gesamten Bundesgebiet zur Bewältigung von Großlagen (Demonstrationen, Fußballeinsätzenusw.) eingesetzt.
- Polizeisonderdienste.

### Direktion Kriminalität
Die Direktion Kriminalität der Polizei Duisburg ist in Kriminalkommissariate (KK) unterteilt.
- Kriminalinspektion 1
  - KK 11 – Todesermittlungen, Brand, Waffen, Sprengstoff.
  - KK 12 – Sexualdelikte, Vermisste, Menschenhandel, Zuhälterei, häusliche Gewalt.
  - KK 13 – Erpressung, Raub, Freiheitsberaubung, Bekämpfung Intensivtäter.
  - KK 14 – Wohnungs- und Geschäftseinbruch, gewerbsmäßige Hehlerei.
  - KK 15 – Sexueller Missbrauch, Jugendpornographie.
  - KK 16 – Personenfahndung, Verstöße gegen Aufenthaltsbestimmungen, Dokumentenfälschung, Schleusung, Glückspiel.

- Kriminalinspektion 2
  - KK 21 – Organisierte Kriminalität.
  - KK 22 – Organisierte Kriminalität.
  - KK 23 – Organisierte Kriminalität.
  - KK 24 – Bekämpfung Rauschgiftkriminalität, Kriminalwache.

- KK Kriminalprävention/Opferschutz.

- Kriminalinspektion 3
  - KK 31 – Computerkriminalität.
  - KK 32 – Betrug, Fälschungs- und Urkundendelikte.
  - KK 33 – Erkennungsdienst, Kriminalaktenführung.
  - KK 34 – Regionalkommissariat Nord.
  - KK 35 – Regionalkommissariat West.
  - KK 36 – Regionalkommissariat Süd.

- Kriminalinspektion Staatsschutz

### Direktion Verkehr
Organisatorisch ist die Direktion Verkehr in zwei Inspektionen eingeteilt:
- Verkehrsinspektion 1: zuständig für die Verkehrskontrolle und die Ahndung von Verkehrsstraftaten oder Ordnungswidrigkeiten.
- Verkehrsinspektion 2: diese besteht aus zwei Verkehrskommissariaten (VK). Das VK 21 ist für die Stadtteile nördlich der Ruhr und westlich des Rheins zuständig, das VK 22 für die Stadtteile südlich der Ruhr.

Verkehrskommissariate befassen sich mit der Bearbeitung von Verkehrsunfällen. Sie sind zuständig für die Sachbearbeitung sonstiger Straftaten und Ordnungswidrigkeitsanzeigen, die im Zusammenhang mit dem Straßenverkehr stehen.

### Direktion Zentrale Aufgaben
Diese Direktion ist unter anderem zuständig für Verwaltung, Haushalt, Waffen/Geräte, Aus- und Fortbildung und Personalwesen. Die Direktion Zentrale Aufgaben (ZA) besteht aus dem Direktionsbüro, insgesamt drei Dezernaten mit 12 Sachgebieten und dem Polizeiärztlichen Dienst.